# Kaminieli Rasaku
Pas d'image ? Cliquez ici

a Compétitions nationales et continentales officielles uniquement.

b Matchs officiels uniquement.
Dernière mise à jour le 24 juillet 2025.
Kaminieli Rasaku, né le 12 juillet 1999 à Navunimono (Fidji), est un joueur fidjien de rugby à XV et de rugby à sept qui évolue au poste d'ailier au sein de l'effectif du FC Grenoble.

## Biographie
Originaire de Navunimono dans la Province de Tailevu, Kaminieli Rasaku joue avec l'équipe des Fidji des moins de 20 ans le championnat du monde junior en 2019 alors qu'il évolue au Uluinakau Rugby Club,.
Il dispute ensuite la Skipper Cup avec l'équipe de Tailevu.
En 2022, il remporte la Coupe du monde de rugby à sept et est élu meilleur joueur de la compétition.
Il rejoint ensuite l'Aviron bayonnais en Top 14 lors de la saison 2022-2023 où il inscrit un essai dès son premier match.
Le 31 octobre 2022, il est prêté au Stade montois en Pro D2 où il inscrit
treize essais en dix-neuf matchs.
En octobre 2023, l'Aviron bayonnais accepte de le libérer de son contrat pour qu'il puisse repartir dans son pays.
En 2024-2025, Kaminieli Rasaku signe au FC Grenoble.

## Palmarès

### En rugby à sept
- Finaliste des Jeux du Commonwealth en 2022 avec les Fidji.
- Vainqueur de la Coupe du monde en 2022 avec les Fidji.
- Médaille d'argent aux Jeux olympiques d'été en 2024.

### En club
- Finaliste du Championnat de France de Pro D2 en 2025 avec le FC Grenoble.